# Àcid gadoleic
L'àcid gadoleic, el qual nom sistemàtic és àcid (Z)-icos-9-enoic, és un àcid carboxílic monoinsaturat de cadena lineal amb vint àtoms de carboni, la qual fórmula molecular és {\displaystyle {\ce {C20H38O2}}}. En bioquímica és considerat un àcid gras ω-11, ja que té el doble enllaç C=C situat entre el carboni 11 i el 12 començant per l'extrem oposat al grup carboxil, i se simbolitza per C20:1.

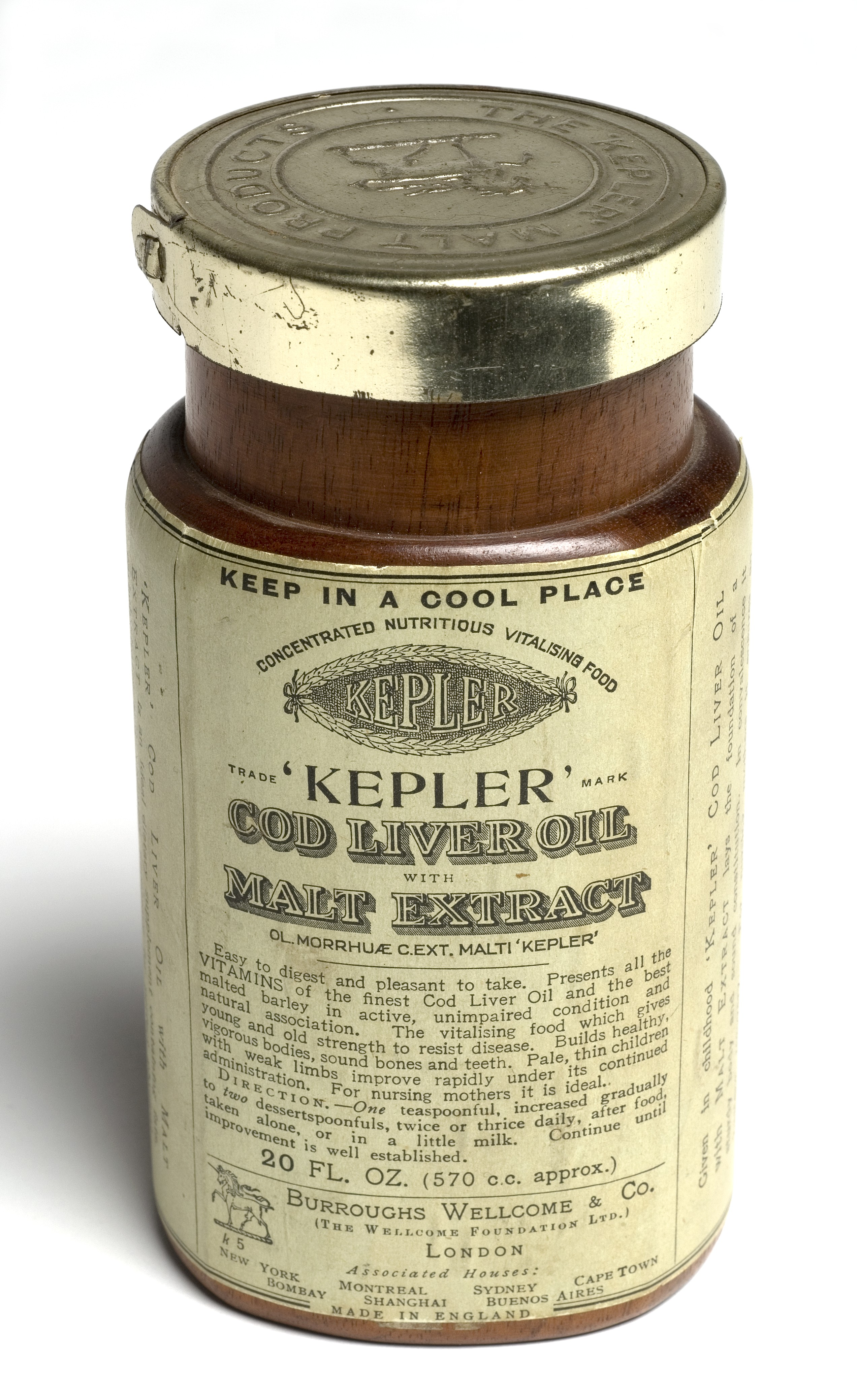
Envàs d'oli de fetge de bacallà emprat com a suplement nutricional

És un compost que és sòlid a baixes temperatures i fon a 23-23,5 °C. A només 0,1 mmHg bull a 170 °C. La seva densitat entre 4 °C i 25 °C, això és en estat sòlid, val 0,882 g/cm³ i el seu índex de refracció a 25 °C és 1,4597. És insoluble en aigua i soluble en acetona, metanol i èter de petroli.
Fou descobert en l'oli de fetge de bacallà pel químic noruec Henrik J. Bull el 1906, mentre que l'estructura fou aclarida pel científic japonès M. Takano el 1933. Posteriorment, també s'aïllà en olis de balena i de tauró.